# Prosoplus carinatus
Prosoplus carinatus là một loài bọ cánh cứng trong họ Cerambycidae.